# Фичбург (Масачусетс)
Фичбург (енгл. Fitchburg) град је у америчкој савезној држави Масачусетс. По попису становништва из 2010. у њему је живело 40.318 становника.

## Демографија
Према попису становништва из 2010. у граду је живело 40.318 становника, што је 1.216 (3,1%) становника више него 2000. године.
| Група             | 2000.          | 2010.          |
| Белци             | 29.414 (75,2%) | 27.502 (68,2%) |
| Афроамериканци    | 1.426 (3,6%)   | 2.049 (5,1%)   |
| Азијати           | 1.668 (4,3%)   | 1.465 (3,6%)   |
| Хиспаноамериканци | 5.852 (15,0%)  | 8.727 (21,6%)  |
| Укупно            | 39.102         | 40.318         |